# Oboi
 (octobre 2015).
Si vous disposez d'ouvrages ou d'articles de référence ou si vous connaissez des sites web de qualité traitant du thème abordé ici, merci de compléter l'article en donnant les références utiles à sa vérifiabilité et en les liant à la section « Notes et références ».
Oboi (Aobai) (Mandchou : ᡤᡡᠸᠠᠯᡤᡳᠶᠠ
ᠣᠪᠣᡳ translittération : Gūwalgiya Oboi ; chinois simplifié : 瓜尔佳 鰲拜 ; chinois traditionnel : 瓜爾佳 鼇拜 ; pinyin : Guāěrjiā Áobài) (né vers 1610, mort en 1669) est un guerrier mandchou de la bannière jaune à bordure du clan Gūwalgiya (zh). Sauvant la vie de l'empereur Qing Shunzhi dans une bataille il reçoit le titre de « Baturu » ou héros. Il se distingue aussi dans la lutte contre les Ming.
L'empereur Shunzhi le nomme avec trois autres ministres: Sonin 索尼, Ebilun 遏必隆 et Suksaha 苏克萨哈 pour administrer l'empire pendant la jeunesse du nouvel empereur Hiowan Yei ou Xuan Ye 玄晔 (Kangxi). Cependant les quatre ministres se divisent en faction et cherchent à s'emparer du pouvoir de l'empereur. Lorsque Sonin meurt en 1667, Oboi force le jeune empereur à exécuter Suksaha et sa famille. Puis il manipule Ebilun et établit finalement une dictature.
Mais l'empereur Kangxi prend le pouvoir plus tôt que prévu à l'âge de quinze ans en 1669. Oboi est alors mis en état d'arrestation avec trente chef-d'accusations contre lui. Il est condamné à mort. Finalement l'empereur décide de commuer sa peine en détention perpétuelle. Il meurt en prison.
Oboi est réhabilité après son décès et l'empereur pardonne ses crimes en 1713. Puis Yongzheng lui donne le titre de duc de première classe et lui confère le nom posthume de « Chaowu ». Mais Qianlong rabaisse son titre et le nomme baron plutôt que duc, après avoir passé en revue ses mérites et défauts.